# 神経系
神経系（しんけいけい、英: nervous system）とは、主に神経細胞（ニューロン）の連鎖によって作られる神経を通して、外部の情報の伝達と処理を行う動物の器官。
内容的には、一つの動物体における神経全体の配置のあり方を指す場合と、同一個体内での、神経の系統の大きな区別を指す場合がある。前者は動物の分類において、上位分類群を特徴付ける重要な特徴と見なされる。
また、神経系が情報を受け渡しする対象である「外部」にも2つの意味があり、ひとつは生体の外部を指す場合と、もうひとつは生体の内部ながら神経系の外部を指す場合の両方がある。

## 構造による分類
海綿動物・平板動物は神経系を持たない。それ以外の動物門は、それぞれに独特の神経系を持つ。神経系の発達は、体制の発達を考えた場合に、一つの高等さの指標となる。
- 散在神経系 - クラゲなどの腔腸動物では神経細胞（上皮筋細胞）が体表にあり[1]、分散型のネットワークを形成する。中枢神経が分化しない。
- 集中神経系
  - 管状神経系 - 中枢神経系は背面中央に1本あり、管状。前方部分が脳に分化するものが多い。（ヒトなどの脊椎動物を含む脊索動物）
  - はしご形神経系 - 中枢神経系は腹面左右に1本ずつあり、各体節ごとに神経細胞が集まってその両者を連結する神経節が存在する（昆虫類などの節足動物、環形動物）。節足動物の昆虫などでは、頭部と胸部の神経節が発達して脳を形成する。
  - かご形神経系 - 神経細胞が頭部に集まって神経節をつくり、その他の部位でははしご状に連絡する神経索が存在する（プラナリアなどの扁形動物）

## ヒトの神経系

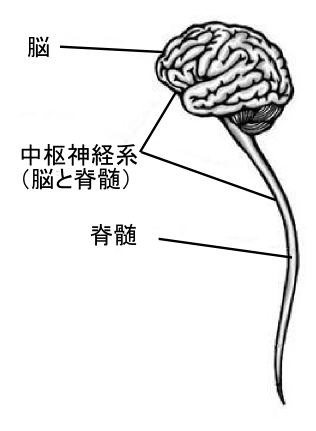
中枢神経系 脳と脊髄とをあわせて中枢神経系と呼ぶ。

神経系は、突起部を含む神経細胞の単位をいうニューロンがシナプスで連続し、神経伝達物質が分泌される事で興奮が伝達する機能から成り立つ。これはニューロン連鎖と呼ばれ、感覚や運動または自浄作用から、記憶や思考また判断や感情などの精神活動の大元でもあると考えられる。ニューロン連鎖は伝導路という決まった経路の束をつくる。この経路には求心性（感覚性・上行性）と遠心性（運動性・下行性）という方向性があり、ひとつのニューロン連鎖は双方向に情報をやり取りしない。
一般にヒトの神経系は、大きく中枢神経系と末梢神経系の2つに分けられている。

### 中枢神経系
中枢神経系は脳と脊髄部分を指し、ヒトでは特に大脳が大きく発達している。組織は、神経組織と呼ばれ、実際に情報の伝達を行うニューロンと、その間を埋めながら数倍が存在するグリア細胞（神経膠細胞）やオリゴデンドログリア、アストログリアなどから構成される。

#### 脳
脳の中でヒトの場合80%を占める大脳は、表面に曲がりくねった大脳溝構造を持った灰白質の大脳皮質が数cmあり、その下には白質という神経線維の集合を成し、さらに奥には灰白質の大脳基底核がある。大脳皮質は脳幹周囲を中心に扁桃核などと大脳辺縁系を形成する古皮質と、ヒトでは大脳皮質の90%に相当する新皮質に分けられる。前者は本能行動や情動行動を制御し、後者は運動や感覚また意識や思考など精神活動を営む場となる。
また大脳にはいくつかの「野」がある。中心溝の前にあり顔面や全身の運動を支配する運動野は、右脳が左半身を、左脳が右半身という逆転状態がある。中心溝後ろの体性感覚野は感覚情報を判断する場所であり、ここも左右逆転がある。特殊感覚野はいくつかの場所にあり、視覚を司る視覚野とそれを取り巻き映像の意味を解する第二視覚野、体性感覚野の下にある味覚野、側頭葉内面の嗅覚野、運動性言語中枢と感覚性言語中枢を持つ言語野、さまざまな感覚を各野やら取り入れ高次の精神機能を発揮する連合野などである。
小脳は大脳の後下部にあるこぶし大の大きさで、脳重量の10%程度を占める。ここは大脳からの指令を受けて体位や平衡など、運動の方向や大きさ等を的確に制御する機能を持つ。中脳は大脳と小脳に隠れた中心部にある脊髄への伝達経路の束であり、また意識しない骨格筋や眼球または聴覚に連動する反射運動などの制御に関与する。間脳は視床と視床下部からなり、松果体が付随する。視床は大脳皮質に向かう求心性伝道路が必ず経由する中継点である。視床下部は自律機能の統合中枢として自律神経を制御するとともに、ホルモンの分泌を通して内分泌系をコントロールする。
大脳を支える幹のように見えるため脳幹と呼ばれる部位は、延髄と橋で形成される。橋は横に走る繊維が左右の小脳を繋ぐように見えるために言う。長さ3cm程の延髄は、錐体で大脳皮質からの伝達路を、オリーブで中脳・小脳を脊髄と連結させる。また背面にある菱形窩の灰白質部分は、基本的な生命維持のための自律性および運動性部分の中枢を担う。

#### 脊髄
脊髄は、椎骨の連なりの中にある脊柱管の中におさまった長さ約40cm、太さ約1cmの円柱状器官であり、下部では錐のように細くなる。断面はH型の灰白質の周囲を白質が覆っており、中心には穴がある。前方（前角）は骨格筋を制御する遠心性の運動神経が集まり、後ろは逆に求心性の感覚神経細胞が情報を延髄に伝える。
脊髄からは左右31対の脊髄神経を伸ばす神経束（根）があり、それぞれの神経が全身に伝わる。根は椎間孔に応じて分類され、顎神経（C8対）、胸神経（T12対）、腰神経（L5対）、仙骨神経（S5対）、尾骨神経（1対）がある。

#### 発生の過程
発生の過程では、中枢神経系は、まず神経管と呼ばれる中空の管状構造として形成され、体の前後軸に沿ってのびる。この神経管は外胚葉性である。この管の壁は、神経細胞とグリア細胞のもとになる細胞、神経幹細胞で構成される。この細胞の分裂は、神経管の前部で他の部位よりも激しい。その結果、神経管の前部だけが膨れることになる。その膨れた部分が将来の脳であり、それ以外の部分が脊髄になる。神経管の内側の空洞は、成体になっても残され、脳の中の脳室、脊髄の中の脊髄中心管となる。
神経系の発生を特徴づける次の段階は、神経細胞が本来あるべき正しい位置に配置され、それぞれの神経細胞が正しくシナプスで結合することである。大脳などの皮質構造をなす場所では、神経細胞は層状に配置され、また神経核においては、細胞が集合する。神経細胞からは、軸索および樹状突起が伸長し、神経回路形成が行われる。

### 末梢神経系
主に神経線維束や、局所的に神経細胞体が集まって存在する神経節などから構成される。神経線維束は、神経細胞体からのびる神経線維（軸索）が多数集まって束になって走るものである。中枢神経系と体の各部位を結ぶ働きをする。末梢神経が中枢神経とつながる場所は全て決まっている。また、束になった神経は体内での走行パターンが決まっており、全て名前がついている。

#### 解剖学的な分類
末梢神経がどの中枢神経に接続しているかによって分けられる。
- 末梢神経系
  - 脳神経 - 脳から出るもの
なお、嗅神経と視神経は脳神経ではあるが、組織学的に見れば中枢神経である。
  - 脊髄神経 - 脊髄から出るもの

#### 機能的な分類
末梢神経はどのような信号を伝えるかによって体性神経系と自律神経系に分けられ、更に体性神経系は役割別に感覚神経と運動神経に、自律神経系は作用別に交感神経と副交感神経に分類される。
- 体性神経系 - 受容器から知覚情報を受け取ったり、運動指令を伝達したりして、外部環境と作用している神経系。
  - 求心性神経（感覚神経） - 知覚の信号を受容器から中枢神経系へ伝える。
  - 遠心性神経（運動神経） - 運動の信号を中枢神経系から作動体へ伝える。
- 自律神経系 - 心拍、呼吸、分泌の調節など、内部環境の調整を行っている神経系。
  - 交感神経
  - 副交感神経

役割的な分類
末梢神経がどの中枢神経に接続しているかによって分けられる。
- 運動神経
- 自律神経
- 感覚神経

#### 発生の過程
発生の過程では、末梢神経系は、神経管の周辺に形成される神経冠などの細胞群、神経堤の細胞が、体中に散らばったものから起こると考えられている。